# Théodore de Fréjus
Théodore de Fréjus, était un évêque de Fréjus.
À son sacrement en 433 par saint Hilaire d'Arles, il présidait la communauté monastique : celle des Îles d'Hyères.
Saint Jean Cassien lui dédie ses sept dernières Conférences.
En 434, il est témoin de la visite de saint Hilaire à saint Caprais de Lérins, mourant. 
En 445, il consulta le pape Léon le Grand, pour lui demander quelle conduite devait être tenue envers les pécheurs à l'article de la mort. Le pape lui répondit en 448 que l'Église n'avait pas le pouvoir de juger les défunts,.
Il rentre en litige juridictionnel avec l'abbé de Lérins Fauste, conflit réglé par le concile d'Arles en 453 / 454, composé de 13 évêques et présidé par Ravennius. Il en est conclu que Théodore aurait le monopole des ordinations et des confirmations des néophytes sur l’île de Lérins,.

### Articles liés
- Liste des évêques de Fréjus et Toulon